# Rubus chamaemorus
Il camemoro o rovo artico (Rubus chamaemorus L., 1753) è una pianta erbacea perenne della famiglia delle Rosaceae diffusa nella zona settentrionale dell'Eurasia e del Nord America.

## Etimologia
L'epiteto specifico chamaemorus deriva dal greco chamai, letteralmente "a terra", e per estensione "piccolo", "nano" e dal latino morus che significa "mora": la pianta assomiglia infatti ad una pianta di more in miniatura.

## Descrizione

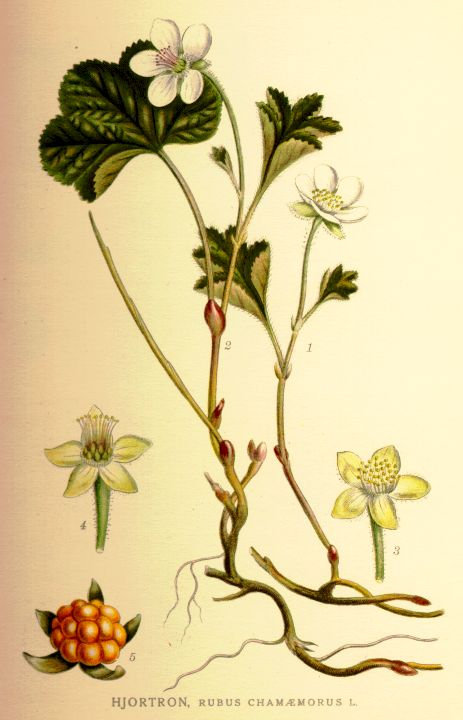
Rubus chamaemorus

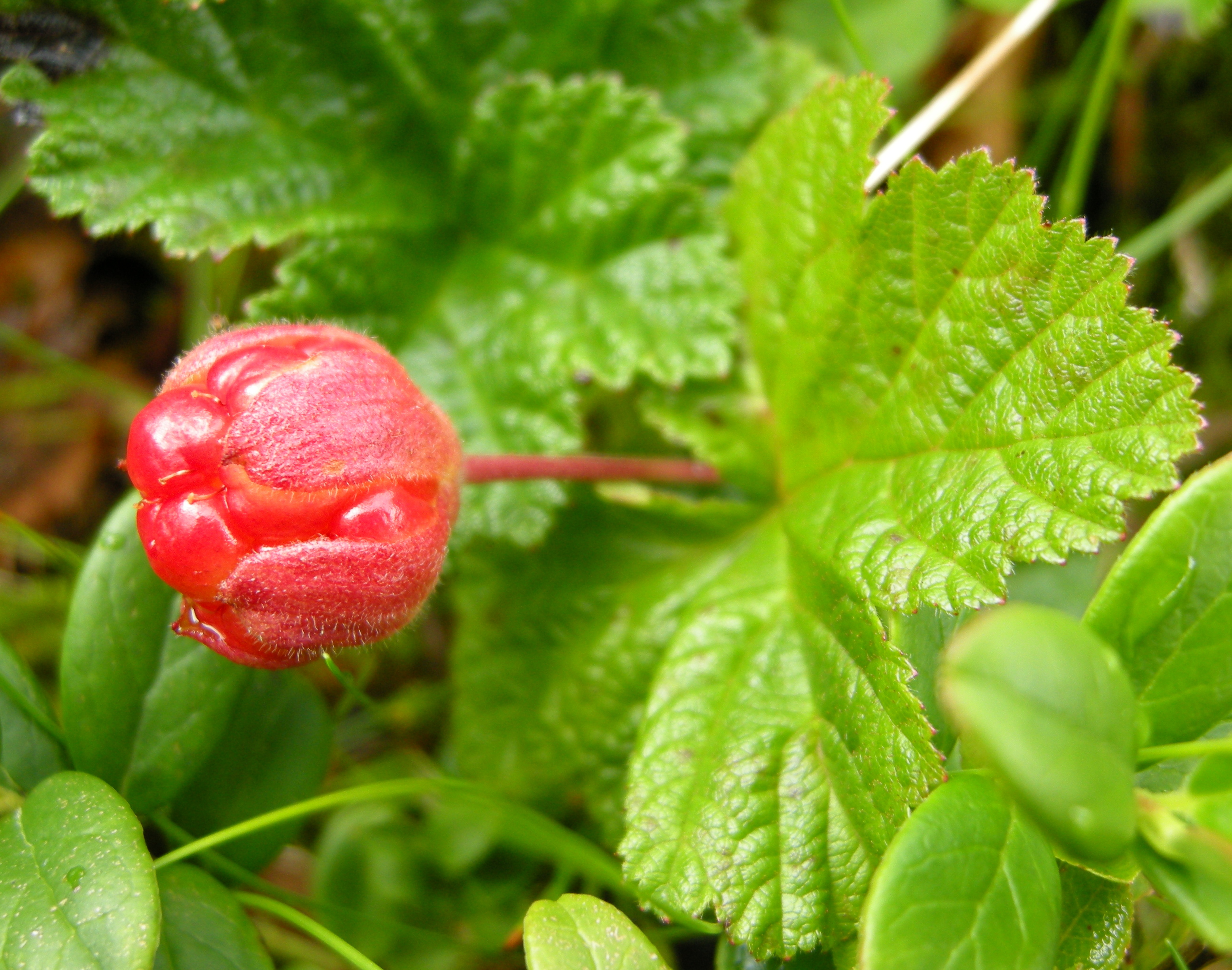
Frutto immaturo

La pianta ha uno stelo alberato alto tra 10 e 25 cm, foglie lungamente picciolate e pentalobate, un unico fiore bianco composto da cinque petali e cinque sepali, frutto composto da piccole drupe carnose (polidrupa), dal sapore dolce con una nota astringente. Il camemoro è dioico, con organi riproduttivi maschili e femminili portati su due piante distinte. Il frutto prima è verde-giallo e nascosto dentro sepali chiusi, poi diventa rosso e appare tra i sepali combacianti. In questo periodo è ancora inodore ed insapore. Con la maturazione i sepali si spiegano, il frutto diventa: arancione, semitrasparente, morbido, gustoso e profumato, si separa facilmente dalla base. A seconda della latitudine, la fioritura avviene in maggio o in giugno, mentre il frutto matura in luglio o in agosto. La disseminazione può avvenire per mezzo di animali che ingeriscono i frutti carnosi e ne disperdono i semi, ma predominante è la moltiplicazione vegetativa attraverso rizomi. I frutti contengono molta vitamina C e oligoelementi.

## Distribuzione e habitat

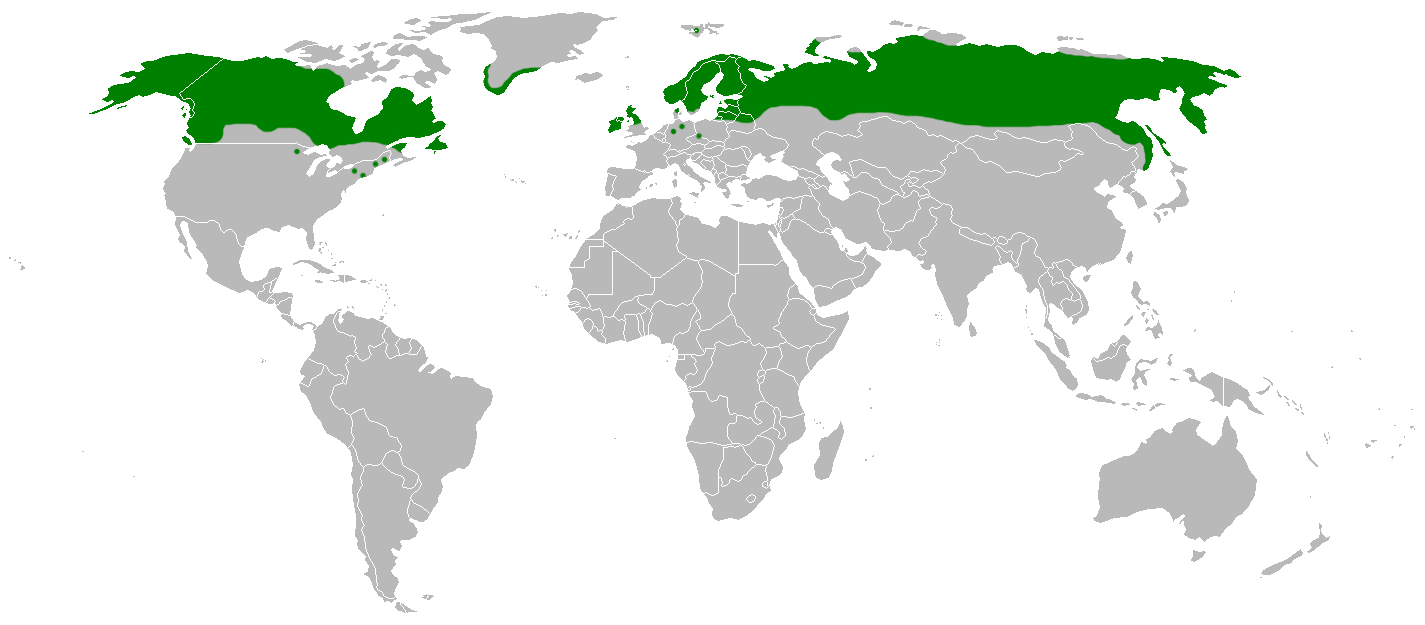
Areale del camemoro

Il camemoro si trova nella tundra, nelle foreste boreali e miste, dal 78°N al circa 55°N; lo si trova molto raramente fino al 44°N, soprattutto nelle aree montane. Questa pianta palustre è presente in natura nelle torbiere di sfagni nei paesi nordici, nei paesi baltici, in Russia, Bielorussia, Germania, Regno Unito, Irlanda, Canada e Stati Uniti.

## Usi

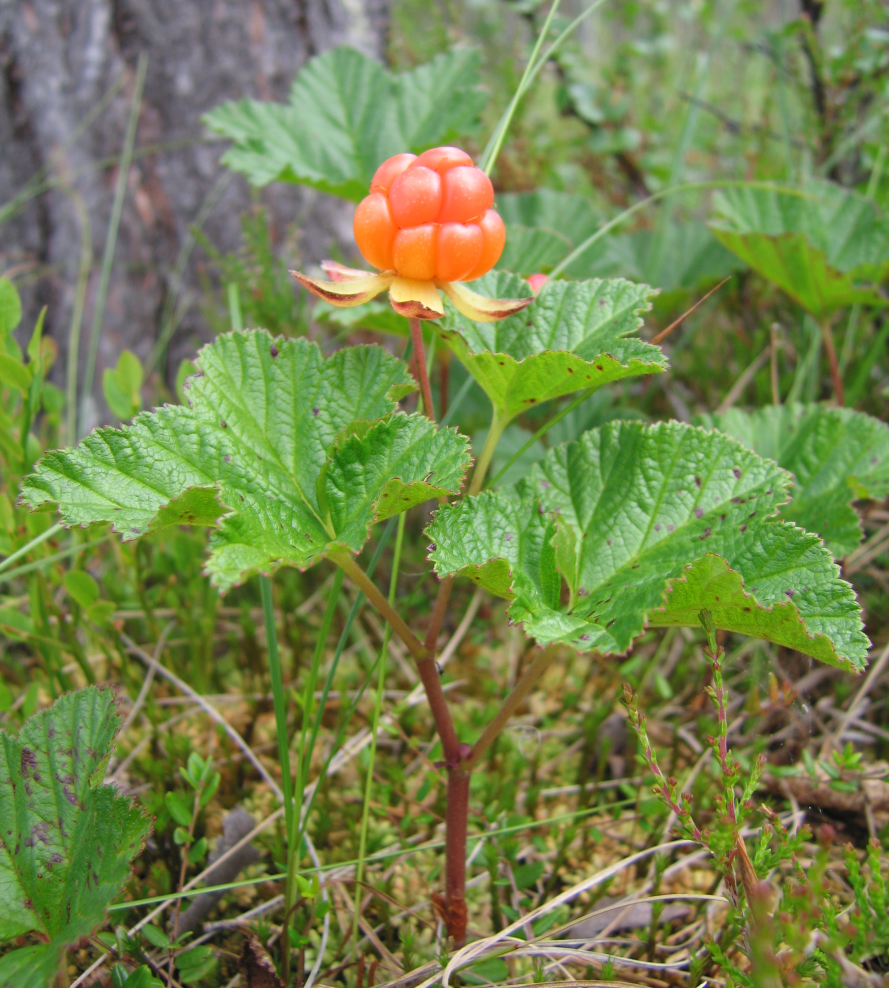
Una pianta con frutto maturo

I frutti si consumano freschi o trasformati in confettura, succo o gelatina. I calici secchi vengono utilizzati per la preparazione delle tisane. I frutti del camemoro contengono acido benzoico - un conservante naturale che gli permette di conservarsi bene nel proprio succo oppure nell'acqua zuccherata se tenuti al fresco. Il camemoro conservato serve anche come contorno per le carni. Nell'industria alimentare il frutto viene utilizzato per la produzione di gelati, yogurt e liquori, dei quali il più noto è il lakkalikööri, prodotto in Finlandia.
Come pianta medicinale i frutti di Rubus chamaemorus sono utili contro: i raffreddori, le anemie, la malaria e lo scorbuto. L'infuso di foglie e di calici può essere usato come diaforetico, diuretico e emostatico.
Oltre che nell'industria alimentare, il frutto viene utilizzato nell'industria cosmetica, che sfrutta le proprietà antiossidanti e antibatteriche dei suoi componenti per la produzione di creme, saponi, mascara.
I fiori forniscono il nettare per il miele e il polline.
Secondo l'interpretazione che colloca i viaggi di Ulisse lungo le coste della Norvegia, i frutti di questa pianta, che alla fioritura mostra una sorprendente somiglianza con il Loto (Nymphaea lotus), erano un alimento fondamentale nella dieta dei Lotofagi (Odissea 9:83-104).

## Sinonimi internazionali
- Inglese e francese canadese: plaquebiere, chicoutai (in Québec), bakeapple (in Terranova)
- Danese: multebær
- Finlandese: lakka, muurain, suomuurain, hilla, lintti, valokki
- Lettone: lācene
- Estone: rabamurakas
- Inglese: cloudberry
- Norvegese: molter, multer
- Svedese: hjortron, multebär, myrbär, snåtterblomma, solbär
- Tedesco: Moltebeere, Multebeere, Multbeere, Torfbeere.
- Spagnolo: camemoro artico, mora de los pantanos, mora de ronces
- Catalano: romegueró de torbera
- Russo: Moroshka (Морошка)
- Bielorusso: Maroshka (Марошка)